# Водно-моторный спорт на летних Олимпийских играх 1908
Соревнования по водно-моторному спорту на летних Олимпийских играх 1908 прошли 28 и 29 августа. 17 спортсменов из двух стран соревновались в трёх лодочных классах. В дальнейшем этот вид спорта был исключён из программы Игр.

## Медали

### Общий медальный зачёт
(Жирным выделено самое большое количество медалей в своей категории)
| Общее количество медалей |                |        |         |        |       |
| Место                    | Страна         | Золото | Серебро | Бронза | Всего |
| 1                        | Великобритания | 2      | 0       | 0      | 2     |
| 2                        | Франция        | 1      | 0       | 0      | 1     |

### Медалисты
| Дисциплина               | Золото                                                               | Серебро | Бронза |
| Открытый класс           | Франция Эмиль Тюброн · три неизвестных человека                      | —       | —      |
| Класс до 60 футов (18 м) | Великобритания Бернард Редвуд · Томас Торникрофт · Джон Филд-Ричардс | —       | —      |
| Класс 6,5—8 м            | Великобритания Бернард Редвуд · Томас Торникрофт · Джон Филд-Ричардс | —       | —      |

## Соревнования

### Открытый класс

#### Первая гонка
| Место | Команда                                                               | Результат |
| ----- | --------------------------------------------------------------------- | --------- |
| —     | Великобритания Г. Аткинсон, Хью Гровенор, Джордж Клоус, Джозеф Лэйкок | DNF       |
| —     | Великобритания Говард де Уолден, А. Фентимен                          | DNF       |

#### Вторая гонка
| Место | Команда                                                               | Результат |
| ----- | --------------------------------------------------------------------- | --------- |
| 1     | Франция Эмиль Тюброн, Три неизвестных человека                        | 2:26:53,0 |
| —     | Великобритания Г. Аткинсон, Хью Гровенор, Джордж Клоус, Джозеф Лэйкок | DNF       |
| —     | Великобритания Говард де Уолден, А. Фентимен                          | DNF       |

### Класс до 60 футов
| Место | Команда                                                            | Результат |
| ----- | ------------------------------------------------------------------ | --------- |
| 1     | Великобритания Бернард Редвуд, Томас Торникрофт, Джон Филд-Ричардс | 2:28:58,8 |
| 2     | Великобритания Джон Горхэм, Дж. Хорхэм                             | DNF       |

### Класс 6,5—8 м
| Место | Команда                                                            | Результат |
| ----- | ------------------------------------------------------------------ | --------- |
| 1     | Великобритания Бернард Редвуд, Томас Торникрофт, Джон Филд-Ричардс | 2:28:26,0 |
| 2     | Великобритания Уорик Райт, Томас Уэстон                            | DNF       |

## Участники
В соревнованиях по водно-моторному спорту участвовали 17 спортсменов из двух стран:

В скобках указано количество спортсменов
- Великобритания (13)
- Франция (4)